# Cailliella
Genre
Cailliella est un genre de plantes à fleurs de la famille des mélastomacées.
Le nom générique Cailliella a été donné en 1938 à cette plante de Guinée, par Henri Jacques-Félix, botaniste, spécialiste des plantes tropicales, en l'honneur de René Caillié (1799-1838), premier européen à revenir sain et sauf de Tombouctou (1828).

## Liste d'espèces
Selon Catalogue of Life (31 octobre 2018) :
- Cailliella praerupticola Jacques-Felix

Selon Tropicos (31 octobre 2018) :
- Cailliella praerupticola Jacq.-Fél.